# La Cruz, Colombia
La Cruz är en ort i Colombia.   Den ligger i departementet Cauca, i den sydvästra delen av landet, 500 km sydväst om huvudstaden Bogotá. La Cruz ligger 2 354 meter över havet och antalet invånare är 8 751.
Terrängen runt La Cruz är kuperad åt sydväst, men åt nordost är den bergig. Runt La Cruz är det ganska tätbefolkat, med 70 invånare per kvadratkilometer. Närmaste större samhälle är La Unión, 18,0 km väster om La Cruz. Trakten runt La Cruz består i huvudsak av gräsmarker.